# FERMT1
El homólogo 1 de la familia de fermitina es una proteína que en humanos está codificada por el gen FERMT1.